# 朝長正徳
朝長 正徳（ともなが まさのり、1932年 - 1990年）は、日本の医師。学位は医学博士。研究分野は神経内科学、人体病理学、実験病理学。

## 人物
臨床の傍ら専門書の他、一般患者向けの書籍を発表している。

## 来歴
佐賀県生まれ。東京大学医学部医学科卒、同大博士課程修了。卒業後東京大学附属病院沖中内科にて研修を積む。その後ウィーン大学神経研究所に留学。その後東京都健康長寿医療センター臨床病理学部長室長を歴任。

## 著作
- 共著『脳・神経系のエイジング』朝倉書店 2010
- 共著『ストレスの仕組みと積極的対応』メディカグローブ 2007
- 共著『神経病理学 : 基礎と臨床』朝倉書店 2006

## 博士論文
- 「神経体液学説に関する研究 : 循環器系に於けるCatecholamine Monoamine Oxidase 及び Cholinesterase に関する組織化学的研究」朝長, 正徳 東京大学 医学博士 [報告番号不明] 1962-03-29